# 勵敬懲教所及芝蘭更生中心
香港懲教署在新界葵青區下葵涌荔景華泰路16號同時設置勵敬懲教所和芝蘭更生中心。
- 勵敬懲教所（英語：Lai King Correctional Institution），是懲教署轄下的一所低度設防的懲教所，名字源自鄰近地名荔景的諧音。該懲教所早於1978年落成，[1]經擴建後在2008年重新投入服務，主要收容少年女犯。[2]該懲教所啟用後取代了位於香港島柴灣石澳道110號的大潭峽懲教所的功能，大潭峽懲教所因而首次關閉並一度改為收容少年男犯的院所勵志更生中心。[3]
- 芝蘭更生中心（英語：Chi Lan Rehabilitation Centre），是懲教署轄下的一所低度設防的更生中心。該中心於2002年在大嶼山芝麻灣半島的芝麻灣戒毒所內投入服務，因應女性懲教院所的擠迫情況，於2005年遷到大潭峽懲教所內[4]，再於2008年隨著大潭峽懲教所的首次關閉而遷往現址。[5]其所員為在《更生中心條例》下接受第一階段訓練的女性青少年。

## 知名囚禁者
- 古天樂，1990-1992年服刑勵敬懲教所。

## 外部連結
- 懲教署：芝蘭更生中心 （页面存档备份，存于）